# Patrick Cazal
Patrick Cazal (Saint-Joseph, Réunion, 6. travnja 1971.), umirovljeni francuski rukometaš i reprezentativac, aktualni trener kluba Dunkerque HBGL. Cazal je, uz Jacksona Richardsona i Daniela Narcissea, jedan u nizu vrhunskih francuskih rukometaša rodom s Réuniona. Igrao je na poziciji desnog vanjskog, a visok je 185 cm.
Cazal je rođen 6. travnja 1971. na Réunionu gdje je i započeo igrati rukomet. Po dolasku u Francusku, Cazal sklapa svoj prvi profesionalni ugovor s klubom Paris HB, ali nakon kraćeg vremena prelazi u Montpellier HB s kojim 1999. osvaja prvenstvo i kup. Iste te godine odlazi u Ligu ASOBAL gdje 3 godine igra za klub Bidasou iz Irúna. Kako uspjeha u klubu nije bilo, 2002. odlazi u Bundesligu gdje igra za TUSEM iz Essena s kojim osvaja EHF-ov kup 2005. godine. Iste godine vraća se u Francusku gdje igra za Dunkerque HBGL, gdje će i završiti karijeru i postati trener. 
Za reprezentaciju je debitirao 2. studenog 1994. protiv Švicarske, a bio je član momčadi koja je osvojila dva svjetska zlata (Island i Francuska) i dvije bronce (Japan i Portugal), a sudjelovao je i na Olimpijskim igrama. Sakupio je 171 nastup i postigao 482 pogotka.